# Spinimegopis piliventris
Spinimegopis piliventris là một loài bọ cánh cứng trong họ Cerambycidae.